# Ukrainische Kombinierte-Pyramide-Meisterschaft 2009
Die ukrainische Kombinierte-Pyramide-Meisterschaft 2009 war ein Billardturnier in der Disziplin Kombinierte Pyramide, das vom 9. bis 11. Januar 2009 im BK Solotoj schar in Krywyj Rih stattfand.
Ukrainische Meisterin wurde Anna Majstrenko, die im Finale Sarjana Prytuljuk mit 4:3 besiegte. Den dritten Platz belegten Ward Arsumanjan und Anna Iljina.
Bei den Herren setzte sich Wadym Korjahin im Endspiel gegen Artem Budanzew mit 5:3 durch. Oleh Orljanskyj und Taras Tjahnij kamen auf den dritten Rang.

## Herrenturnier

### Modus
Die 57 Teilnehmer traten zunächst im Doppel-K.-o.-System gegeneinander an. Ab dem Achtelfinale wurde im K.-o.-System gespielt.

### Vorrunde

#### Hauptrunde
| Spiel | Spieler 1              | Ergebnis | Spieler 2             |
| ----- | ---------------------- | -------- | --------------------- |
| 1     | Wladyslaw Derewjanko   | –:–      | Freilos               |
| 2     | Maksym Issajew         | 13:13    | Jurij Sajtschenko     |
| 3     | Serhij Dmytrow         | 32:32    | Dmytro Bidenko        |
| 4     | Wolodymyr Baranow      | 30:30    | Serhij Proschtschenko |
| 5     | Oleksandr Haschko      | 31:31    | Ajrat Maskulow        |
| 6     | Oleksandr Schapowalow  | 23:23    | Jewhen Panassenko     |
| 7     | Stanislaw Choruschenko | 30:30    | Artem Budanzew        |
| 8     | Freilos                | –:–      | Oleksandr Mamon       |
| 9     | Oleksandr Artemjew     | –:–      | Freilos               |
| 10    | Witalij Lukaschuk      | 03:03    | Andrij Ljultschyk     |
| 11    | Wassyl Katorschyn      | 31:31    | Wolodymyr Dantschenko |
| 12    | Jurij Hludyk           | 31:31    | Maksym Bondartschuk   |
| 13    | Anatolij Anissimow     | 32:32    | Oleksandr Pidlisnyj   |
| 14    | Ruslan Switschkarjow   | 30:30    | Serhij Schapran       |
| 15    | Artur Li               | 03:03    | Maksym Ischtschenko   |
| 16    | Freilos                | –:–      | Taras Tjahnij         |

| Spiel | Spieler 1               | Ergebnis | Spieler 2              |
| ----- | ----------------------- | -------- | ---------------------- |
| 17    | Anatolij Kryschaniwskyj | –:–      | Freilos                |
| 18    | Jewhen Mychlyk          | 13:13    | Ihor Rjabykin          |
| 19    | Jewhen Schossan         | 30:30    | Jewhen Samsonow        |
| 20    | Hryhorij Hudenko        | 30:30    | Serhij Chartschenko    |
| 21    | Walerij Li              | 31:31    | Anton Solohub          |
| 22    | Petro Iwantschyschyn    | 13:13    | Bohdan Hus             |
| 23    | Wolodymyr Tymofjejew    | 23:23    | Oleksij Mychajlowytsch |
| 24    | Freilos                 | –:–      | Oleh Orljanskyj        |
| 25    | Jewhen Uwarow           | –:–      | Freilos                |
| 26    | Artur Beresowskyj       | 30:30    | Serhij Zilyk           |
| 27    | Artur Burba             | 31:31    | Dmytro Schahlyj        |
| 28    | Dmytro Pokotylskyj      | 32:32    | Wadym Korjahin         |
| 29    | Maksym Homin            | 13:13    | Maksym Kolischuk       |
| 30    | Walerij Dworezkyj       | 30:30    | Oleksandr Palamar      |
| 31    | Pawlo Sajtschenko       | 13:13    | Jewhen Palamar         |
| 32    | Freilos                 | –:–      | Oleh Krywouchow        |

#### 1. Gewinnerrunde
32 Spieler (Sieger der Hauptrunde)
| Spiel | Spieler 1             | Ergebnis | Spieler 2             |
| ----- | --------------------- | -------- | --------------------- |
| 33    | Wladyslaw Derewjanko  | 30:30    | Maksym Issajew        |
| 34    | Dmytro Bidenko        | 30:30    | Serhij Proschtschenko |
| 35    | Ajrat Maskulow        | 13:13    | Oleksandr Schapowalow |
| 36    | Artem Budanzew        | 13:13    | Oleksandr Mamon       |
| 37    | Oleksandr Artemjew    | 13:13    | Witalij Lukaschuk     |
| 38    | Wolodymyr Dantschenko | 03:03    | Maksym Bondartschuk   |
| 39    | Oleksandr Pidlisnyj   | 13:13    | Serhij Schapran       |
| 40    | Artur Li              | 30:30    | Taras Tjahnij         |

| Spiel | Spieler 1               | Ergebnis | Spieler 2            |
| ----- | ----------------------- | -------- | -------------------- |
| 41    | Anatolij Kryschaniwskyj | 31:31    | Jewhen Mychlyk       |
| 42    | Jewhen Samsonow         | 30:30    | Serhij Chartschenko  |
| 43    | Anton Solohub           | 23:23    | Petro Iwantschyschyn |
| 44    | Wolodymyr Tymofjejew    | 31:31    | Oleh Orljanskyj      |
| 45    | Jewhen Uwarow           | 30:30    | Serhij Zilyk         |
| 46    | Dmytro Schahlyj         | 32:32    | Wadym Korjahin       |
| 47    | Maksym Homin            | 30:30    | Oleksandr Palamar    |
| 48    | Pawlo Sajtschenko       | 13:13    | Oleh Krywouchow      |

#### 2. Gewinnerrunde
16 Spieler (Sieger der 1. Gewinnerrunde)
| Spiel | Spieler 1           | Ergebnis | Spieler 2             |
| ----- | ------------------- | -------- | --------------------- |
| 81    | Maksym Issajew      | 32:32    | Serhij Proschtschenko |
| 82    | Ajrat Maskulow      | 30:30    | Artem Budanzew        |
| 83    | Oleksandr Artemjew  | 30:30    | Wolodymyr Dantschenko |
| 84    | Oleksandr Pidlisnyj | 30:30    | Taras Tjahnij         |

| Spiel | Spieler 1         | Ergebnis | Spieler 2           |
| ----- | ----------------- | -------- | ------------------- |
| 85    | Jewhen Mychlyk    | 03:03    | Serhij Chartschenko |
| 86    | Anton Solohub     | 32:32    | Oleh Orljanskyj     |
| 87    | Serhij Zilyk      | 32:32    | Wadym Korjahin      |
| 88    | Oleksandr Palamar | 32:32    | Pawlo Sajtschenko   |

#### 1. Verliererrunde
32 Spieler (Verlierer der Hauptrunde gegeneinander)
| Spiel | Spieler 1              | Ergebnis | Spieler 2            |
| ----- | ---------------------- | -------- | -------------------- |
| 49    | Freilos                | –:–      | Jurij Sajtschenko    |
| 50    | Serhij Dmytrow         | 31:31    | Wolodymyr Baranow    |
| 51    | Oleksandr Haschko      | 30:30    | Jewhen Panassenko    |
| 52    | Stanislaw Choruschenko | –:–      | Freilos              |
| 53    | Freilos                | –:–      | Andrij Ljultschyk    |
| 54    | Wassyl Katorschyn      | 23:23    | Jurij Hludyk         |
| 55    | Anatolij Anissimow     | 03:03    | Ruslan Switschkarjow |
| 56    | Maksym Ischtschenko    | –:–      | Freilos              |

| Spiel | Spieler 1              | Ergebnis | Spieler 2          |
| ----- | ---------------------- | -------- | ------------------ |
| 57    | Freilos                | –:–      | Ihor Rjabykin      |
| 58    | Jewhen Schossan        | 30:30    | Hryhorij Hudenko   |
| 59    | Walerij Li             | 23:23    | Bohdan Hus         |
| 60    | Oleksij Mychajlowytsch | –:–      | Freilos            |
| 61    | Freilos                | –:–      | Artur Beresowskyj  |
| 62    | Artur Burba            | 13:13    | Dmytro Pokotylskyj |
| 63    | Maksym Kolischuk       | 03:03    | Walerij Dworezkyj  |
| 64    | Jewhen Palamar         | –:–      | Freilos            |

#### 2. Verliererrunde
32 Spieler (Sieger der 1. Verliererrunde gegen Verlierer der 1. Gewinnerrunde)
| Spiel | Spieler 1              | Ergebnis | Spieler 2               |
| ----- | ---------------------- | -------- | ----------------------- |
| 65    | Jurij Sajtschenko      | 13:13    | Oleh Krywouchow         |
| 66    | Wolodymyr Baranow      | 30:30    | Maksym Homin            |
| 67    | Jewhen Panassenko      | 30:30    | Dmytro Schahlyj         |
| 68    | Stanislaw Choruschenko | 30:30    | Jewhen Uwarow           |
| 69    | Andrij Ljultschyk      | 30:30    | Wolodymyr Tymofjejew    |
| 70    | Wassyl Katorschyn      | 13:13    | Petro Iwantschyschyn    |
| 71    | Anatolij Anissimow     | 32:32    | Jewhen Samsonow         |
| 72    | Maksym Ischtschenko    | 31:31    | Anatolij Kryschaniwskyj |

| Spiel | Spieler 1              | Ergebnis | Spieler 2             |
| ----- | ---------------------- | -------- | --------------------- |
| 73    | Ihor Rjabykin          | 31:31    | Artur Li              |
| 74    | Hryhorij Hudenko       | 03:03    | Serhij Schapran       |
| 75    | Walerij Li             | 03:03    | Maksym Bondartschuk   |
| 76    | Oleksij Mychajlowytsch | 31:31    | Witalij Lukaschuk     |
| 77    | Artur Beresowskyj      | 30:30    | Oleksandr Mamon       |
| 78    | Artur Burba            | 30:30    | Oleksandr Schapowalow |
| 79    | Maksym Kolischuk       | 03:03    | Dmytro Bidenko        |
| 80    | Jewhen Palamar         | 03:03    | Wladyslaw Derewjanko  |

#### 3. Verliererrunde
16 Spieler (Sieger der 2. Verliererrunde gegeneinander)
| Spiel | Spieler 1            | Ergebnis | Spieler 2               |
| ----- | -------------------- | -------- | ----------------------- |
| 89    | Jurij Sajtschenko    | 03:03    | Maksym Homin            |
| 90    | Dmytro Schahlyj      | 03:03    | Jewhen Uwarow           |
| 91    | Wolodymyr Tymofjejew | 23:23    | Wassyl Katorschyn       |
| 92    | Jewhen Samsonow      | 30:30    | Anatolij Kryschaniwskyj |

| Spiel | Spieler 1        | Ergebnis | Spieler 2             |
| ----- | ---------------- | -------- | --------------------- |
| 93    | Artur Li         | 23:23    | Hryhorij Hudenko      |
| 94    | Walerij Li       | 30:30    | Witalij Lukaschuk     |
| 95    | Oleksandr Mamon  | 30:30    | Oleksandr Schapowalow |
| 96    | Maksym Kolischuk | 03:03    | Jewhen Palamar        |

#### 4. Verliererrunde
16 Spieler (Sieger der 3. Verliererrunde gegen Verlierer der 2. Gewinnerrunde)
| Spiel | Spieler 1               | Ergebnis | Spieler 2           |
| ----- | ----------------------- | -------- | ------------------- |
| 97    | Jurij Sajtschenko       | 03:03    | Oleksandr Pidlisnyj |
| 98    | Dmytro Schahlyj         | 23:23    | Oleksandr Artemjew  |
| 99    | Wolodymyr Tymofjejew    | 13:13    | Ajrat Maskulow      |
| 100   | Anatolij Kryschaniwskyj | 32:32    | Maksym Issajew      |

| Spiel | Spieler 1             | Ergebnis | Spieler 2           |
| ----- | --------------------- | -------- | ------------------- |
| 101   | Artur Li              | 03:03    | Oleksandr Palamar   |
| 102   | Witalij Lukaschuk     | 30:30    | Serhij Zilyk        |
| 103   | Oleksandr Schapowalow | 13:13    | Anton Solohub       |
| 104   | Maksym Kolischuk      | 03:03    | Serhij Chartschenko |

### Finalrunde
|  | Achtelfinale          | Achtelfinale |                 |                | Viertelfinale     | Viertelfinale |  |  | Halbfinale | Halbfinale |  |  | Finale | Finale |
|  |                       |              |                 |                |                   |               |  |  |            |            |  |  |        |        |
|  |                       |              |                 |                |                   |               |  |  |            |            |  |  |        |        |
|  | Serhij Proschtschenko | 0            |                 |                |                   |               |  |  |            |            |  |  |        |        |
|  | Dmytro Schahlyj       | 4            |                 |                |                   |               |  |  |            |            |  |  |        |        |
|  | Dmytro Schahlyj       | 4            | Dmytro Schahlyj | 0              |                   |               |  |  |            |            |  |  |        |        |
|  |                       |              | Dmytro Schahlyj | 0              |                   |               |  |  |            |            |  |  |        |        |
|  |                       |              |                 |                | Artem Budanzew    | 4             |  |  |            |            |  |  |        |        |
|  | Artem Budanzew        | 4            |                 |                | Artem Budanzew    | 4             |  |  |            |            |  |  |        |        |
|  | Artem Budanzew        | 4            |                 |                |                   |               |  |  |            |            |  |  |        |        |
|  | Wolodymyr Tymofjejew  | 0            |                 |                |                   |               |  |  |            |            |  |  |        |        |
|  | Wolodymyr Tymofjejew  | 0            | Artem Budanzew  | 4              |                   |               |  |  |            |            |  |  |        |        |
|  |                       |              | Artem Budanzew  | 4              |                   |               |  |  |            |            |  |  |        |        |
|  |                       |              |                 | Taras Tjahnij  | 3                 |               |  |  |            |            |  |  |        |        |
|  | Wolodymyr Dantschenko | 1            |                 | Taras Tjahnij  | 3                 |               |  |  |            |            |  |  |        |        |
|  | Wolodymyr Dantschenko | 1            |                 |                |                   |               |  |  |            |            |  |  |        |        |
|  | Serhij Zilyk          | 4            |                 |                |                   |               |  |  |            |            |  |  |        |        |
|  | Serhij Zilyk          | 4            | Serhij Zilyk    | 1              |                   |               |  |  |            |            |  |  |        |        |
|  |                       |              | Serhij Zilyk    | 1              |                   |               |  |  |            |            |  |  |        |        |
|  |                       |              |                 |                | Taras Tjahnij     | 4             |  |  |            |            |  |  |        |        |
|  | Taras Tjahnij         | 4            |                 |                | Taras Tjahnij     | 4             |  |  |            |            |  |  |        |        |
|  | Taras Tjahnij         | 4            |                 |                |                   |               |  |  |            |            |  |  |        |        |
|  | Maksym Issajew        | 1            |                 |                |                   |               |  |  |            |            |  |  |        |        |
|  | Maksym Issajew        | 1            | Artem Budanzew  | 3              |                   |               |  |  |            |            |  |  |        |        |
|  |                       |              | Artem Budanzew  | 3              |                   |               |  |  |            |            |  |  |        |        |
|  |                       |              |                 | Wadym Korjahin | 5                 |               |  |  |            |            |  |  |        |        |
|  | Jewhen Mychlyk        | 1            |                 | Wadym Korjahin | 5                 |               |  |  |            |            |  |  |        |        |
|  | Jewhen Mychlyk        | 1            |                 |                |                   |               |  |  |            |            |  |  |        |        |
|  | Artur Li              | 4            |                 |                |                   |               |  |  |            |            |  |  |        |        |
|  | Artur Li              | 4            | Artur Li        | 0              |                   |               |  |  |            |            |  |  |        |        |
|  |                       |              | Artur Li        | 0              |                   |               |  |  |            |            |  |  |        |        |
|  |                       |              |                 |                | Oleh Orljanskyj   | 4             |  |  |            |            |  |  |        |        |
|  | Oleh Orljanskyj       | 4            |                 |                | Oleh Orljanskyj   | 4             |  |  |            |            |  |  |        |        |
|  | Oleh Orljanskyj       | 4            |                 |                |                   |               |  |  |            |            |  |  |        |        |
|  | Jurij Sajtschenko     | 1            |                 |                |                   |               |  |  |            |            |  |  |        |        |
|  | Jurij Sajtschenko     | 1            | Oleh Orljanskyj | 2              |                   |               |  |  |            |            |  |  |        |        |
|  |                       |              | Oleh Orljanskyj | 2              |                   |               |  |  |            |            |  |  |        |        |
|  |                       |              |                 | Wadym Korjahin | 4                 |               |  |  |            |            |  |  |        |        |
|  | Wadym Korjahin        | 4            |                 | Wadym Korjahin | 4                 |               |  |  |            |            |  |  |        |        |
|  | Wadym Korjahin        | 4            |                 |                |                   |               |  |  |            |            |  |  |        |        |
|  | Maksym Kolischuk      | 3            |                 |                |                   |               |  |  |            |            |  |  |        |        |
|  | Maksym Kolischuk      | 3            | Wadym Korjahin  | 4              |                   |               |  |  |            |            |  |  |        |        |
|  |                       |              | Wadym Korjahin  | 4              |                   |               |  |  |            |            |  |  |        |        |
|  |                       |              |                 |                | Pawlo Sajtschenko | 1             |  |  |            |            |  |  |        |        |
|  | Pawlo Sajtschenko     | 4            |                 |                | Pawlo Sajtschenko | 1             |  |  |            |            |  |  |        |        |
|  | Pawlo Sajtschenko     | 4            |                 |                |                   |               |  |  |            |            |  |  |        |        |
|  | Oleksandr Schapowalow | 2            |                 |                |                   |               |  |  |            |            |  |  |        |        |

## Damenturnier

### Modus
Die neun Teilnehmerinnen traten zunächst im Doppel-K.-o.-System gegeneinander an. Ab dem Halbfinale wurde im K.-o.-System gespielt.

### Vorrunde

#### Hauptrunde
| Spiel | Spieler 1       | Ergebnis | Spieler 2   |
| ----- | --------------- | -------- | ----------- |
| 2     | Ward Arsumanjan | 21:21    | Anna Iljina |

#### 1. Gewinnerrunde
8 Spielerinnen (eine Siegerin der Hauptrunde und sieben Spielerinnen, die in der Hauptrunde ein Freilos hatten)
| Spiel | Spieler 1            | Ergebnis | Spieler 2         |
| ----- | -------------------- | -------- | ----------------- |
| 9     | Marija Pudowkina     | 21:21    | Anna Iljina       |
| 10    | Natalija Tschepikowa | 21:21    | Sarjana Prytuljuk |

| Spiel | Spieler 1        | Ergebnis | Spieler 2        |
| ----- | ---------------- | -------- | ---------------- |
| 11    | Julija Nesterowa | 20:20    | Anna Majstrenko  |
| 12    | Julija Wosbranna | 02:02    | Wiktorija Sereda |

#### 2. Gewinnerrunde
4 Spielerinnen (Siegerinnen der 1. Gewinnerrunde)
| Spiel | Spieler 1   | Ergebnis | Spieler 2         |
| ----- | ----------- | -------- | ----------------- |
| 21    | Anna Iljina | 02:02    | Sarjana Prytuljuk |

| Spiel | Spieler 1       | Ergebnis | Spieler 2        |
| ----- | --------------- | -------- | ---------------- |
| 22    | Anna Majstrenko | 02:02    | Julija Wosbranna |

#### 1. Verliererrunde
5 Spielerinnen (eine Verliererin der Hauptrunde und vier Verliererinnen der 1. Gewinnerrunde)
| Spiel | Spieler 1       | Ergebnis | Spieler 2        |
| ----- | --------------- | -------- | ---------------- |
| 17    | Ward Arsumanjan | 12:12    | Wiktorija Sereda |
| 18    | Freilos         | –:–      | Julija Nesterowa |

| Spiel | Spieler 1 | Ergebnis | Spieler 2            |
| ----- | --------- | -------- | -------------------- |
| 19    | Freilos   | –:–      | Natalija Tschepikowa |
| 20    | Freilos   | –:–      | Marija Pudowkina     |

#### 2. Verliererrunde
4 Spielerinnen (Siegerinnen der 1. Verliererrunde)
| Spiel | Spieler 1       | Ergebnis | Spieler 2        |
| ----- | --------------- | -------- | ---------------- |
| 23    | Ward Arsumanjan | 02:02    | Julija Nesterowa |

| Spiel | Spieler 1            | Ergebnis | Spieler 2        |
| ----- | -------------------- | -------- | ---------------- |
| 24    | Natalija Tschepikowa | 02:02    | Marija Pudowkina |

#### 3. Verliererrunde
4 Spielerinnen (Siegerinnen der 2. Verliererrunde gegen Verliererinnen der 2. Gewinnerrunde)
| Spiel | Spieler 1       | Ergebnis | Spieler 2        |
| ----- | --------------- | -------- | ---------------- |
| 25    | Ward Arsumanjan | 02:02    | Julija Wosbranna |

| Spiel | Spieler 1            | Ergebnis | Spieler 2         |
| ----- | -------------------- | -------- | ----------------- |
| 26    | Natalija Tschepikowa | 21:21    | Sarjana Prytuljuk |

### Finalrunde
|  | Halbfinale        | Halbfinale |                   |                 | Finale | Finale |
|  |                   |            |                   |                 |        |        |
|  |                   |            |                   |                 |        |        |
|  | Anna Iljina       | 0          |                   |                 |        |        |
|  | Sarjana Prytuljuk | 3          |                   |                 |        |        |
|  |                   |            | Sarjana Prytuljuk | 3               |        |        |
|  |                   |            |                   | Anna Majstrenko | 4      |        |
|  | Anna Majstrenko   | 3          |                   |                 |        |        |
|  | Ward Arsumanjan   | 0          |                   |                 |        |        |
|  |                   |            |                   |                 |        |        |